# 정재헌 (성우)
정재헌(鄭載憲, 1975년 4월 18일 ~ )은 대한민국의 성우로, 2002년 문화방송 성우극회 공채 16기 공채로 입사했다.

## 출연 작품
굵은 글씨는 메인 캐릭터.

### 애니메이션
- 일하는 세포 - 백혈구 U-1146
- 상상꾸러기 꾸다 - 노아
- 뽀로로 극장판 공룡섬 대모험 - 피터, 커서
- 레고 닌자고 - 쟌
- 터닝메카드 (KBS) - 슈마, 프랭클린 박사, 나백작, 엑스
- 터닝메카드 W (KBS) - 슈마, 나백작, 프랭클린 박사, 엑스, 볼카
- 터닝메카드 W: 반다인의 비밀 (투니버스) - 슈마, 나백작, 프랭클린 박사, 엑스, 볼카, 윙나이트
- 특별판 터닝메카드 W: 반다인의 비밀 - 프랭클린 박사, 윙나이트
- 피피루 안전특공대 (EBS1) - 양양(초록 머리)
- 엄마 찾아 삼천리 (EBS1) - 안토니오 로시
- 주토피아 - 닉 와일드 (제이슨 베이트먼)
- 하이큐 재능과 센스 - 오이카와 토오루
- 하이큐 승자와 패자 - 오이카와 토오루
- 마다가스카의 펭귄 (니켈로디언) - 프라이빗
- 너에게 닿기를 (투니버스) - 카제하야 쇼타
- 합체용사 플러스터 (재능TV) - 비트마
- 천원돌파 그렌라간 (애니맥스) - 시몬
- 토라도라! (애니맥스) - 타카스 류지
- 코라의 전설 (니켈로디언) - 데즈나
- 페어리 테일 (챔프) - 보라 / 제레프
- 토리코 (카툰네트워크) - 마릴린 / 기드 / 유우/ 보기우즈
- 쥬로링 동물탐정 (KBS) - 정글남 / 카논 할아버지
- 건담 빌드 파이터즈 트라이 (애니맥스) - 미스터 랄, 주노
- Yes! 프리큐어5 GoGo! (챔프) - 무카디아
- 완소! 퍼펙트 반장 (챔프) - 앙드레
- 꼬마마법사 레미 샵 (MBC)
- 꼬마마법사 레미 포르테 (MBC) - 기준
- 러키☆스타 (애니박스) - 시라이시 미노루
- My Life Me (EBS english) - 리암 콜
- 못말리는 푸치니 (MBC)
- 스튜어트 리틀 (MBC) - 릭 루카스
- 메탈 베이블레이드 (투니버스) - 견우
- 키바 (애니박스) - 노아
- 갓슈벨 (챔프) - 타카미네 키요마로
- 나루토 (투니버스) - 모리노 이다테
- 나루토 질풍전 (투니버스) - 데이다라
- 크게 휘두르며 (애니맥스) - 오키 카즈토시 / 하마다 요시로
- 현시연 (애니맥스) - 사사하라 칸지
- 짱구는 못말려 (SBS) - 정훈 / 오수
- 명탐정 코난 (투니버스) - 백준수(하쿠바 사쿠루)
- 에어 (애니맥스) - 류야
- 캐넌&켈(닉) - 캐넌
- 아이실드 21 (챔프) - 사쿠라바 하루토
- 르브바하프 왕국 재건설기 (MBC) - 비센하르 황태자
- 기가 트라이브 (SBS) - 베토(트라이브 그린)
- 러브 콤플렉스 (애니맥스) - 코호리
- 멋지다 마사루 (애니박스) - 마챠히코
- 수신연무 (애니맥스) - 호우세이
- 오늘부터 마왕 (애니맥스) - 진왕
- 소닉 X (재능) - 새도 더 헤지혹
- 썬더일레븐 (재능TV, 투니버스) - 마지원 (이치노세 카즈야), 남승훈 (나구모 하루야), 고수리 (토비타카 세이야) 등등
- 썬더일레븐 GO (재능TV) - 마용준, 성태림, 샤를 3세
- 극장판 유희왕 더 다크 사이드 오브 디멘션즈 - 바크라
- 유희왕 (챔프) - 바크라
- 유희왕 GX (챔프) - 아비도스 3세
- 유유백서 (챔프) - 초홍
- 라즈베리 타임즈 (SBS) - 라임
- 슈팅 바쿠간 (투니버스) - 하이드론 / 미하엘
- 슈팅 바쿠간 BG (투니버스) - 바리오듀스 / 시드
- 소년탐정 김전일 Original (애니박스) - 코조 타쿠야
- 코드 로쿄 (애니맥스) - 징
- 건스워드 (애니맥스) - 조슈아
- 윈디 테일즈 (애니맥스) - 준
- 하록의 전설 (애니맥스) - 다이바
- 제네레이터 렉스 (카툰네트워크) - 렉스
- 듀얼 레전드 쇼크 (재능TV) - 자키라
- 조이드 퓨처스 (챔프) - RD
- 파이널 판타지 (MBC) - 기술자
- M-3 특공대 (MBC)
- 어떤 마술의 금서목록 (애니맥스) - 엑셀러레이터, 파랑머리 피어스
- 아리아 디 오리지네이션 (애니맥스) - 앙리
- 소녀왕국 표류기 (애니맥스) - 판타로 / 이쿠토 아버지
- 머더 프린세스 (애니맥스) - 카이트
- 디그레이맨 (애니맥스) - 리버
- 은반의 수호천사 (애니맥스) - 피트 펌프스
- 그녀는 매직걸 (애니맥스) - 요시카와 하루오
- 매직 유저스 클럽 (애니맥스) - 아부라츠보 아야노죠 / 남학생3 / 남학생6 / 목장 직원2 / 시민7
- 에일리언9 (애니맥스) - 카스미 아빠 / 카스미 오빠
- 여신 후보생 (애니맥스) - 제로
- 사이보그 009 (애니맥스) - 케인
- 쥬베이짱 - 러브리 안대의 비밀 (애니맥스) - 하지메
- 오토기조시 (애니맥스) - 우스이 사다미쓰
- 최종병기 그녀 OVA (애니박스) - 료헤이
- 머나먼 시공 속에서 OVA 자양화의 꿈 (애니박스) - 에이센
- 머나먼 시공 속에서 OVA 백룡의 무녀 (애니박스) - 모토미
- 잠수함 707 OVA (애니박스) - 조나단 / 스즈키
- 사이버 포뮬러 Zero (애니박스) - 앙리 크레이트
  - 사이버 포뮬러 SAGA (애니박스) - 필 프리츠 / 앙리 크레이트
- 독수리 오형제 극장판 (애니박스) - 켄 1호
- 집없는 곰 텐저린 (애니박스) - 텐저린
- 3, 2, 1 펭귄즈 (재능TV) - 캐비터스
- 듀얼 레전드 제로 (재능TV) - 데센 / 자키라
- 부릉부릉 친구들 (재능TV) - 자니 / 드렉
- 두루피 (재능TV)
- 철완탐정 로보타크 (재능TV) - 변성 코끼리
- 환성신 저스티라이저 (재능TV) - 성현문(데몬나이트)
- 우주여행사 야트 (재능TV) - 캡틴 록
- 닌자고 - 쟌, 파이토
- 쿵푸팬더 전설의 마스터 (니켈로디언)
- 헌터X헌터 리메이크 (애니맥스) - 히소카
- 지옥소녀 (애니맥스) - 무로이
- 택틱스 (애니맥스) - 부관
- 판타스틱4 (카툰네트워크) - 조니
- 음양대전기 (투니버스) - 모즈
- 록맨 에그제 스트림 (투니버스) - 찰리 에어스타 / 차장 네비
- 나루토 질풍전 극장판 - 블러드 프리즌 (투니버스) - 무이
- 블리치 (애니맥스) - 루피 안테노르
- 골판지 전사 더블 (투니버스) - 김진 / 유성 / 코브라
- 극장판 썬더일레븐 GO VS 골판지 전사 W - 김진 / 태산양
- 레전드 블레이드킹 (재능TV) - 전투지, 한강산 아버지
- 플랜더스의 개 극장판 (재능TV) - 아로아 아빠
- 대니팬텀 (니켈로디언) - 터커
- 키즈 CSI 과학수사대 (MBC)
- 베르세르크 극장판 (애니박스) - 주드 / 국왕 / 유빅
- 바쿠만 (챔프) - 후쿠다 / 요시다
- 긴급출동! 레스큐파이어 (재능TV) - 유마(파이어2) / 돈카엔
- 전왕 (MBC) - 유총관 / 승무의 선생
- 꿈의 전사 드림 디펜더즈 (어린이TV) - 제우스
- 세인트세이야 오메가 (재능TV)
- 트레인 히어로 (재능TV) - 알
- 포요포요 관찰일기 (재능TV) - 김영웅
- 크로스파이트 비드맨 (투니버스) - 레이저 / 드라그랜 / 이글
- 지우개군 (재능TV) - 지우개군
- 내 친구 누비 (KBS)
- 츠리타마 (애니박스) - 나츠키
- 원피스Original (챔프) - 류마 / 트라팔가 로
  - 원피스 스탬피드 - 트라팔가 로
- 쥴리의 육지 대모험 - 리
- 기동전사 건담 AGE (챔프) - 제하트
- 바다탐험대 옥토넛 (디즈니채널) - 콰지
- 극장판 포켓몬스터DP 아르세우스 초극의 시공으로 (극장판) - 아르세우스
- 로보카 폴리 (EBS) - 덤푸 / 빌더 / 타이탄 / 후퍼
- 안젤리나 발레리나 (EBS) - 마르코
- 요절복통 사총사 (EBS) - 라피
- 극장판 고스트 메신저 - 사라도령
- 터키 - 내레이션
- 바다 탐험대 옥토넛 스페셜 - 콰지
- 명탐정 코난 : 코난 실종사건 - 사상 최악의 이틀 - 정용해
- 스폰지밥3D - 버블가디언
- 네모바지 스폰지밥 - 래리
- 좀비덤 - 경찰스컬
- 마음의 소리 (애니맥스) - 조석
  - 마음의 소리 스페셜 1-효! 크러쉬 - 조석
  - 마음의 소리 스페셜 2-이어서 하자 - 조석
  - 마음의 소리 스페셜 3-붕어빵 부자 - 조석
- 바다 탐험대 옥토넛 시즌 4: 빙하탐험선S  - 콰지
- 엉클 그랜파 (카툰네트워크) - 피자 스티브
- 강철소방대 파이어로보 (EBS) - 태오 형
- 바다 탐험대 옥토넛 시즌 4: 바다 괴물 대소동  - 콰지
- 괴도 조커 - 프로페서 클로버
- 보스 베이비 - 엘비스
- 몬스터헌터 스토리즈 라이드온 (카툰네트워크) - 해설 / 리베르토
- 젤리고 - 포포
- 헬로 카봇 (KBS) - 본, 팔콘, 오토소닉
  - 헬로 카봇 X (SBS) - 본 X
- 디지몬 세이버즈 (대원방송) - 매그너몬
- 디지몬 크로스워즈 (대원방송) - 스컬나이트몬, 다크나이트몬, 무쏘나이트몬
- 디지몬 어드벤처: (대원방송) - 스컬나이트몬, 다크나이트몬
- 디지몬 고스트 게임 (대원방송) - 묘티스몬, 배드퍼펫몬
- 주먹왕 랄프 2: 인터넷 속으로 - JP 스팸리
- 토이 스토리 4 - 포키
- 레드슈즈 - 애버리지
- 원더랜드 - 거스
- 유미의 세포들 (tvN) - 웅이의 사랑세포, 개그세포, 개구리, 유미의 명탐정세포, 난폭세포, 낚시세포, 자장자장세포
- 엄마 까투리 - 낙타, 나무늘보
- 포켓몬스터 W (투니버스) - 포켓몬 헌터
- 더 퍼스트 슬램덩크 - 정우성
- 어메이징 모리스

### 외화
- CSI 과학수사대 (MBC) - 아치 존슨 (아치 카오)
- CSI 뉴욕 (MBC)
- CSI 마이애미 (MBC) - 에릭 델코 (애덤 로드리게즈)
- 24 (MBC)
- 대막요 (채널칭) - 위무기 (펑위옌)

### 영화
- 러시아워 3 (SBS) - 조르쥬 (이반 아탈)
- 식스티 세컨즈 (SBS) - 미러맨 (T.J. 크로스) / 흑인 (안소니 보스웰)
- 레슬링 소년 제이스 (EBS) - 제이스 (앤드루 로런스)
- 세상의 중심에서 사랑을 외치다 (MBC) - 소년 사쿠 (모리야마 미라이)
- 앤트맨 - 미첼 카슨(마틴 도너번)
- 더 캣 (SBS) - 험버플롭 (션 헤이즈)
- 집행자 (SBS) - 버바 (BD 웡)
- 패트리어트 (SBS) - 진 빌르뉴브 (체키 카리오)
- 아저씨 우리 결혼할까요? (SBS) - 요요의 전 남친(나수륜) / 로만(가위담)
- 미션 임파서블 2 (MBC) - 앰브로즈의 부하(도미닉 퍼셀)
- 미션 임파서블 3 (MBC) - 브라운웨이(에디 마산) / IMF 요원(티머시 오먼드슨)
- 거북이도 난다 (SBS) - 인공"위성"소년 (소란 에브라힘)
- 그루지 (SBS) - 더그(제이슨 베어)
- 세 남자와 아기 바구니 : 18년 후 (SBS)
- 프리즌 브레이크 (SBS) - LJ (마샬 올맨)
- 버티컬 리미트 (MBC) - 마키(로버트 머몬)
- 버티칼 리미트 (SBS) - 카림(알렉산더 시디그)
- 콘스탄틴 (SBS) - 채즈 크레이어(샤이아 러버프)
- 디오스 (SBS) - 잭 데븐포트 (가엘 가르시아 베르날)
- 퀸 오브 뱀파이어 (SBS)
- 더 바디 (SBS)
- 디 아이2 (SBS) - 샘 (제다폰 폴드맥스) (SBS)
- 맥시멈 리스크 (SBS)
- 비상계엄 (MBC)
- 콘 에어 (MBC) - 호모 샐리 (르놀리)
- 페이스 오프 (MBC) - 버즈(제임스 덴턴) / 버크(토머스 제인)
- 애프터 썬셋 (MBC) - 게리 페이턴(본인) / 초대 손님(테드 디트와일러)
- 카운트다운 히로시마 (MBC) - 시어도어 더치 밴 커크
- 비욘드 사일런스 (MBC)
- 프로젝트 B (MBC) - 경찰(장병전)
- 쉬즈 더 맨 (MBC) - 저스틴(로버트 호프먼)
- 내겐 너무 가벼운 그녀 (MBC) - 랠프 (젠 게스너)
- 콜드 마운틴 (MBC)
- 언더월드 (MBC)
- 촉산전 (MBC)
- 와호장룡 (MBC) - 비도상(이보성)
- 장군의 딸 (MBC)
- 더블 크라임 (MBC) - 학생(다니엘 라페인)
- 바닐라 스카이 (MBC) - 경찰(마이클 섀넌)
- 닉 오브 타임 (MBC)
- 위트니스 (MBC)
- 겜블 (MBC)
- 동방삼협 (MBC)
- 롤러볼 (MBC)
- 올 더 프리티 호스 (MBC) - 블레빈스 (루커스 블랙)
- 하트 브레이커스 (MBC)
- 판타스틱 소녀 백서 (MBC) - 조시 (브래드 렌프로)
- 닥터 두리틀 (MBC)
- 우나기 (MBC) - 유지(아이카와 쇼우)
- 일본침몰 (MBC) - 야스가와
- 코로나도 (MBC) - 레니 (데이비드 얼 워터먼)
- 나비효과 (MBC) - 토미 (윌리암 리 스콧)
- 히달고 (MBC) - 빈 알 리 왕자(세이드 타그마오우이) / 라스머센 (빅터 탤매지)
- 집으로 가는 길 (MBC) - 낙장여
- 질리안의 37번째 생일에 (MBC) - 조이 (프레디 프린즈 주니어)
- 론머맨2 (MBC) - 피터
- 더 록 (MBC) - 폴 (안소니 클락) / 셰퍼드 (대니 누치)
- 포레스트 검프 (MBC)
- 스파이 키드 3D: 게임 오버 (SBS) - 레즈(로버트 비토) / 플립(앨런 커밍) / 미니온(토니 샬호브) / 로메로(스티브 부세미)
- 발렌타인 (SBS) - 브라이언 (우디 제프리스)
- 슬립 허, 쉬즈 프렌치 (MBC) - 에드 미첼 (트렌트 포드)
- 아버지와 어머니 그리고 형제자매들 (SBS) - 줄리앙 (루디 로젠버그) 외
- 쇼타임 (SBS) - 흑인(T. J. 크로스) / 트레이의 동료 경찰(켄 허드슨 캠벨)
- 스내치 (MBC) - 에롤 (앤디 벡위드)
- 파이트 클럽 (MBC)
- 아바타 (디즈니플러스) - 츠테이 (라즈 알론소) / 단역
- 에어 콘트롤 (MBC)
- 메이드 인 아메리카 (MBC)
- 링 (MBC)
- 폴리스 스토리 (MBC) - 진가구의 동료(태보) / 주도의 부하(윤발)
- 폴리스 스토리 2 (MBC) - 경찰(허가경)
- 폴리스 스토리 3 (MBC)
- 링2 (MBC)
- 지옥의 베를린 타워 (MBC) - 마르크(롤랜드 한스치) / 다니엘(얀 그로우헬)
- 타인의 삶 (MBC) - 학생(하이네르크 슈네만)
- 마스터 앤드 커맨더: 위대한 정복자 (MBC) - 캘라미(맥스 베니츠)
- 버드가의 섬 (MBC)
- 바이센테니얼 맨 (MBC)
- 빅 히트 (MBC)
- 히 러브스 미 (MBC)
- 붉은 수수밭 (MBC) - 일꾼(가조기)
- 싸늘한 여름 (MBC)
- 고스포드 파크 (MBC)
- 동방불패 (MBC)
- 더 길티 (MBC) - 코너(커트 에반스)
- 화소도 (MBC)
- 스타트렉9 : 최후의 반격 (MBC) - 중위
- 정복자 펠레 (MBC) - 감독관(모르텐 요르겐센)
- 51번째 주 (MBC)
- 스트레이트 슈터 (MBC)
- 패트리어트 (MBC)
- 오리지날 씬 (MBC)
- 피아니스트 (MBC) - 유태인 노동자(라팔 모르)
- 윈스턴 처칠의 젊은 시절 (MBC)
- 옹박 (MBC) - 펭 (차테웟 와차라쿤)
- 본 아이덴티티 (MBC) - 수사관 1(월턴 고긴스)
- 콘헤드 대소동 (MBC) - 론
- 빠삐용 (MBC)
- 알리 (MBC)
- 소친친 (MBC)
- 일렉션 (MBC) - 래리 (니콜라스 다고스토)
- 디 아이 (MBC)
- 프랭키와 쟈니 (MBC)
- 부라보 투 제로 (MBC)
- 피아노 (MBC)
- 위험한 정사 (MBC)
- 스틸 (MBC) - 경찰(로빈 윌콕)
- 타이쿠스 (MBC)
- 4월 이야기 (MBC) - 지비키(지비키 고)
- 파워 오브 원 (MBC)
- 어댑테이션 (MBC)
- 볼링 포 콜럼바인 (MBC)
- 가위손 (MBC) - 짐의 친구(존 맥마흔)
- 구름 속의 산책 (MBC)
- 론머맨 (MBC)
- 황비홍2 (MBC)
- 애수 (MBC)
- 황비홍 (MBC)
- 사랑의 기쁨 (MBC)
- 지중해 (MBC)
- 클리핑행어 - 죽음의 질주 (MBC)
- 파이터 블루 (MBC)
- 스타워즈 에피소드 4 (MBC) - 반란군(제레미 신든)
- 스타워즈 에피소드 5 (MBC) - 제국군(마크 카프리)
- 스타워즈 에피소드 6 (MBC) - 드로이드(리처드 마퀀드)
- 동방삼협2 (MBC)
- 캐릭터 (MBC)
- 블레이드2 (MBC) - 러쉬(산티아고 세구라)
- AD 2000 (MBC)
- 본 콜렉터 (MBC) - 스티브(바비 카나베일) / 경찰(데즈먼드 캠벨)
- 엑스 VS 세버 (MBC)
- 디레일드 (MBC)
- 에버 애프터 (MBC)
- 씬 레드 라인 (MBC)
- 살인 박쥐의 습격 (MBC)
- 익스트림OPS (MBC)
- 아스테릭스 2: 미션 클레오파트라 (MBC) - 간수(아티크 모하맴이드)
- 패밀리 맨 (MBC) - 직원(조엘 맥키넌 밀러)
- 산드라 블록의 28일 동안 (MBC) - 팰콘
- 순류역류 (MBC) - 특공대장
- 잃어버린 세계 (MBC)
- 갱스 오브 뉴욕 (MBC)
- 철도원 (MBC)
- 빅 대디 (MBC) - 드라마 속의 남자(로버트 본)
- 베오울프 (MBC)
- 비독 (MBC)
- 어썰트 13 (SBS) - 스마일리 (자 룰) / 토니(휴 딜런)
- 이브는 대단해 (EBS)
- 동물 구조대 사바나 원정기 (EBS) - 아론 (잔데르 얀 클레르크)
- 마법사, 롬바르도 (EBS) - 톰 (악셀 레트)
- 빨간 머리 앤(영어판) (EBS) - 프레드
- 말괄량이 삐삐 (EBS)
- 밴드 오브 브라더스 (MBC)
- 유니버셜 솔져 - 그 두 번째 임무 (MBC)
- 스트리트 파이터 (MBC)
- 돌아온 판관 포청천 (OBS)
- 세 얼간이 (MBC) - 밀리미터 (라훌 쿠마르/두시얀트 와그)
- 개구쟁이 스머프2 (MOVIE) - 해설 스머프 (톰 케인)
- 삼국지 극장판 (CHING) - 손권
- 그들만의 리그 (MBC)
- 소살리토 (MBC) - 외국인(앤드류 슈미트)
- 마우스의 슬램덩크 (EBS) - 리웨이 (왕위)
- 우정의 스트라이크 (EBS) - 플립 (지노 지아코미니)
- 고래의 노래 (EBS) - 코나 (브라이언 크리스토퍼 스탁)
- 엘로이즈 크리스마스 대소동 (EBS) - 빌 (개빈 그릴)
- 나 그리고 나 (EBS) - 아빠 (마크 L. 테일러)
- 템플 기사단의 잃어버린 보물 (EBS) - 스벤 (데이비드 오우)
- 캡틴 아메리카: 윈터 솔져 (MBC) - 제스퍼 스웰 요원 (맥시밀리아노 헤르난데즈)
- 라스트 런(MBC) - 주니어(마틴 맥두걸)
- 파워 오브 원(MBC) - 간수(거트 반 니커크)
- 하늘과 땅(MBC) - 지미(타이 타이)
- 중안조(MBC) - 대만 수사관(방금력)
- 메리 포핀스 리턴즈 - 셰이머스(크리스 오다우드)
- 덤보 - 홀트
- 톨 걸 - 스티그
- 코드 8 - 개럿 (스티븐 아멜)
- 크루엘라 - 아티(존 맥크레)
- 스파이더맨: 노 웨이 홈 - 피터 파커/스파이더맨(앤드류 가필드)
- 수퍼 소닉 3 - 섀도우 더 헤지혹(키아누 리브스)

### 특촬 드라마
- 파워레인저 매직포스 (재능) - 오즈 카이(매직 레드) (하시모토 아츠시)
  - 파워레인저 극장판 : 트래저포스 VS 매직포스 - 오즈 카이(매직 레드) (하시모토 아츠시)
- 파워레인저 엔진포스 (챔프) - 렌(엔진블루) (카타오카 신와) / 버스온
  - 파워레인저 극장판 : 엔진포스 VS 와일드스피릿 - 렌(엔진블루) (카타오카 신와) / 버스온
- 파워레인저 캡틴포스 3화 (챔프) - 오즈 카이(매직 레드) (하시모토 아츠시)
- 가면라이더 아기토 극장판 (애니박스) - 마코토(가면라이더 G3-X)
- 가면라이더 드래건 극장판 (애니박스) - 키타오카(가면라이더 졸더)
- 가면라이더 디케이드 (챔프) - 카도야 츠카사(가면라이더 디케이드) (이노우에 마사히로)
- 가면라이더 위저드 52, 53화 (챔프) - 카도야 츠카사(가면라이더 디케이드) (이노우에 마사히로)
- 가면라이더 고스트 - 가면라이더 겐무
- 가면라이더 이그제이드 - 현도현 / 가면라이더 겜마
  - 가면라이더 극장판 슈퍼 히어로 대전 : 또 하나의 세계 - 카도야 츠카사(가면라이더 디케이드) (이노우에 마사히로)
  - 극장판 가면라이더 이그제이드: 트루 엔딩 - 현도현 / 가면라이더 겜마
- 가면라이더 지오 - 현도현 / 가면라이더 겜마, 카도야 츠카사 / 가면라이더 디케이드
- 울트라맨 X (대교어린이 TV) - 강도현(오오조라 다이치) (타카하시 켄스케)

### 게임
- 월드 오브 워크래프트 - 블러드 엘프, 캘타스 선스트라이더, 주술군주 말라크라스
- 스타크래프트: 리마스터 - 아크라이트 공성 전차
- 스타크래프트 II - 크루시오 공성 전차, 발레리안 멩스크, 클로라리온
- 로스트 오딧세이 - 카임 아라고나(X-BOX3)
- 도타 2 - 불꽃령
- 헤일로2
- 헤일로3
- 헤일로 리치 - 노블3 "준"
- 그랜드체이스 - 로난
- 그라나도 에스파다 - 스카우트, 워록
- 로한 - 단
- Kingdom Under Fire - Circle of Doom - 라인하르트(X-BOX3)
- 007 제임스 본드: 퀀텀 오브 솔러스 - 카터, 라디오 리포터 등
- 블루드래곤 - 지브랄 국왕
- 헉슬리 - 얼터닉스
- 웬디의 네버랜드 - Mr.스미
- 아머드 코어 넥서스
- 디아블로3 - 임페리우스
- 메이플스토리 - 제논, 겔리메르, 체키, 애런(제른 다르모어),[1] 대신관(후반)
- 테일즈런너 - 하랑
- 엘소드 - 애드
- 리그 오브 레전드 - 펄스건 이즈리얼, 신사 초가스, 블라디미르, 탈론
- 에이지 오브 코난 - 노바투스, 퀘사도
- 회색도시 - 허건오, 조용호
- 회색도시 2 - 도세훈, 조용호
- 11월 소년 드라마 CD - 서규연
- 네임리스 - 란스(큐린스)
- 사이퍼즈 - 벨져 홀든
- 카운터 스트라이크 2 - 마오
- 재배소년 - 원예부의 도란, 이사 상세, 비스크인형 미네아, 총통 테슬러, 염라, 타바, 여로, 등
- 클로저스 - 김시환
- 괴리성 밀리언아서 - 벨져 홀든
- 세븐나이츠 - 델론즈
- 에덴의 너머 - 알렉스 웨이크
- 엽기적인 그녀와 만만찮은 그놈들 - 필립
- 블랙서바이벌 - 쇼이치
- 러브앤프로듀서 - 이택언
- 일곱 개의 대죄 - 길선더
- 마피아42 - 마피아
- 로스트아크 -카마인
- 쿠키런 킹덤 - 뱀파이어맛 쿠키
- 콜 오브 듀티: 모던 워페어 - 오터
- 콜 오브 듀티: 블랙 옵스 콜드 워 - 스티치

### 오디오북
- 오디언 - 송은교 육체를 바꾸다 - 강우현 역
- 오디언 - 로미오와 줄리엣 - 로미오 역
- 아코 - 바보온달 - 이다올 역
- 야해 - 더 자라(vol.007)
- 디바 - 렛다이(상.하) - 이다이역
- 디바 - 11월 소년 드라마시디(평행선) - 서규연 역
- 디바 - 11월 소년 드라마시디2(냉정과 열정사이) - 서규연 역
- 디바 - 파한집 2막 - 주건양 역
- 디바 - 천일야화 시즌1,2 - 자파르, 관우, 소크라테스 역
- 야해 - 꼭두각시 - 수혁 역
- 디바 - 레인보우 시리즈 "퍼플" - 클라리스 역
- 오디언 - 홍염의 성좌 - 니콜라스 역
- 야해 - 궁 - 유현 역
- 네임리스 프로젝트 - 란스 역
- 아코 - 랑가쥬 - 우유인 역
- 보이스북 - 홀리도어~뱀파이어의 만찬~ - 이안 역
- 보이스북 - 어떤 기회 Other Side of Holydoor - 이안 역
- 보이스북 - DEATH MATCH - 이안

### 방송
- 《소비자 고발》(KBS)
- 《순간포착 세상에 이런일이》(SBS)
- 《세계는 지금》(KBS)
- 《쇼 TV유랑극단》(KNN)
- 《스토리 잡스》(TV조선)
- 《MBC 100분 토론》(MBC)
- 《특선다큐 서해기》 (CJB)

### 이벤트
- Sweet time Sweet voice(STSV)
- 정재헌의 호락호락 공개방송 (2014)

### 배우로 출연
- 미스터 주부 퀴즈왕 - 뉴스 기자

### 오디오 드라마
- 재혼 황후 소비에슈

### 공연
- 쓱쓱 싹싹 그림책 콘서트 (2023. 3 ~ 2023. 11)

## 같이 보기
- 문화방송 성우극회